# 動物樂團
動物樂團（英語：The Animals） 是英國一個節奏藍調和搖滾樂團，成立於1960年代初的泰恩河畔新堡。樂團於1964年在倫敦成名，並因其堅韌不拔而聞名於世。主唱艾瑞克·伯登以粗獷和深沉的藍調歌聲著稱，他們的招牌歌曲也是跨大西洋的冠軍單曲《日昇之屋》，以及諸如《我們要離開這個地方》，《這是我的生活》，《我在哭泣》和 《不要讓我被誤解》等熱門歌曲。樂團平衡了堅韌的搖滾樂和節奏藍調的專輯題材，也是英倫入侵美國流行音樂的一部分。
動物樂團在1960年年代中期經歷了許多人事的變動，並且遭受了糟糕的商業管理。樂團在使用Eric Burdon and the Animals這個團名時，有很大的變化行為是樂團搬遷到美國的加利福尼亞州，並取得商業成功，成為一個迷幻搖滾及硬式搖滾的樂團，像歌曲《聖方濟各會之夜》、《當我年輕時》和《天空飛行員》，之後樂團在組團未滿10年時解散。總之，樂團在英國單曲榜和美國告示牌百大單曲榜都有10首單曲進入前20名榜單。
1968年樂團原始成員的艾瑞克·伯登、艾倫·普萊斯、查斯·錢德勒、希爾頓·瓦倫泰和約翰·史提爾，在他們的家鄉泰恩河畔新堡重聚參加一場一次性的音樂會。他們後來在1975年和1983年各有短暫復出。從此以後，有幾次以各種名義進行了部分創始團員的重組。
1994年，動物樂團5位創始團員(上圖)入選搖滾名人堂。

## 外部連結
- Soul of a Man: The Story of Eric Burdon - January 2009 interview with Eric Burdon
- The Animals in NY by Sally Kempton for the Village Voice 17 September 1964
- 摇滚名人堂上的動物樂團